# Ałatau Dżungarski
Ałatau Dżungarski (kaz.: Жетісу Алатауы, Żetysu Ałatauy; Жоңғар Алатауы, Żonggar Ałatauy; ros.: Джунгарский Алатау, Dżungarskij Ałatau; chiń. 阿拉套山; pinyin Ālātào Shān) – pasmo górskie w Azji Centralnej, na pograniczu Kazachstanu i Chin, na zachód od Bramy Dżungarskiej. Góry rozciągają się na długości ok. 450 km, najwyższy szczyt (Besbaskan) ma wysokość 4464 m n.p.m. Zbudowane z łupków, wapieni i piaskowców oraz skał magmowych – granitów, sjenitów, porfirów. W najwyższych partiach występują lodowce. Charakterystycznym elementem są płytowe przestrzenie, tzw. syrty, występujące na różnych wysokościach. Dolne partie gór są pustynne i półpustynne, na wysokości 1200–2600 m n.p.m. na zboczach północnych rosną lasy (głównie świerk tienszański, jodła syberyjska, dzika jabłoń i osika) i łąki, w wyższych piętrach – roślinność subalpejska i alpejska. W zachodniej części gór wydobywa się polimetale i antymon.
Występują tam rzadkie zwierzęta charakterystyczne dla eko-regionu Azji Środkowej (UNDP 2022). Dziedzictwo kulturowe i przyrodnicze jest tematem idei zrównoważonego rozwoju.